# Albepierre-Bredons
Albepierre-Bredons település Franciaországban, Cantal megyében. Lakosainak száma 240 fő (2022. január 1.). Albepierre-Bredons Brezons, La Chapelle-d’Alagnon, Laveissenet, Laveissière, Paulhac, Saint-Jacques-des-Blats és Murat községekkel határos.

## Népesség
A település népességének változása:
| Lakosok száma | 366  | 281  | 266  | 216  | 228  | 243  | 246  | 240  | 237  | 240  |
|               | 1968 | 1982 | 1990 | 2006 | 2013 | 2015 | 2017 | 2019 | 2020 | 2022 |